# Каплиця Різдва Пресвятої Діви Марії (Чорний Ліс)
Каплиця Різдва Пресвятої Діви Марії в Чорному Лісі — римсько-католицька церква в селі Чорному Лісі Тернопільської области України.

## Відомості
- 1912—1913 — за кошти австрійської влади та збаразьких бернардинів споруджено муровану філіальну неоготичну каплицю на земельній ділянці, подарованій родиною Плавуцьких.
- 1913, 1930 — освячена.
- 1946 — радянська влада закрила святиню.
- 8 вересня 2001 — повторно освячена після повернення римсько-католицькій громаді.